# Alexander Guzmán
Alexander Guzmán Bonilla (* 20. Januar 1985) ist ein kolumbianischer Fußballschiedsrichterassistent.
Guzmán stammt aus Cúcuta. Seit 2007 ist er Schiedsrichterassistent. Er leitete bereits über 200 Spiele in der Categoría Primera A. Seit 2012 steht er auf der Liste der FIFA-Schiedsrichter und leitet internationale Fußballspiele.
Als Schiedsrichterassistent war Guzmán (meist zusammen mit Cristian De La Cruz) bei vielen internationalen Turnieren im Einsatz, darunter bei der U-17-Weltmeisterschaft 2015 in Chile (als Assistent von Wilson Lamouroux), bei der Klub-Weltmeisterschaft 2015 in Japan, beim Konföderationen-Pokal 2017 in Russland und bei der Weltmeisterschaft 2018 in Russland (jeweils als Assistent von Wilmar Roldán).